# Greatest Hits (album ZZ Top)
Greatest Hits – album amerykańskiej kompilacyjny grupy bluesrockowej ZZ Top z 1992 roku. Viva Las Vegas i Gun Love to dwa nowe utwory. Wszystkie utwory z lat 70. i początku 80. z wyjątkiem „Cheap Sunglasses” i „I'm Bad, I'm Nationwide” są remiksami, które znajdują się w wydanym w roku 1987 boksie The ZZ Top Six Pack.

## Lista utworów
Wszystkie utwory napisali Billy Gibbons, Dusty Hill i Frank Beard, z wyjątkiem zanotowanych.
1. „Gimme All Your Lovin'” - 3:59
2. „Sharp Dressed Man” - 4:14
3. „Rough Boy” - 4:50
4. „Tush” - 2:15
5. „My Head's in Mississippi” - 4:21
6. „Pearl Necklace” - 4:01
7. „I'm Bad, I'm Nationwide” - 4:46
8. „Viva Las Vegas” - 4:47 (Doc Pomus, Mort Shuman)
9. „Doubleback” - 3:53
10. „Gun Love” - 3:43
11. „Got Me Under Pressure” - 4:00
12. „Give It Up” - 3:32
13. „Cheap Sunglasses” - 4:47
14. „Sleeping Bag” - 4:02
15. „Planet of Women” - 4:04
16. „La Grange” - 3:52
17. „Tube Snake Boogie” - 3:02
18. „Legs” - 4:31

## Twórcy
- Billy Gibbons - śpiew, gitara elektryczna, harmonijka ustna
- Dusty Hill - śpiew, gitara basowa
- Frank Beard - perkusja